# 中兴镇 (上海市)
中兴镇，是上海市崇明区下辖的一个镇。位于崇明县东部。东连陈家镇，南频长江南支，西接向化镇，北邻新海镇的上海市崇明现代农业园区。面积45.54平方公里。户籍人口3.07万人（2008年）。镇人民政府驻广福路42号。

## 历史沿革
民国18年(1929年)建汲浜乡，国民政府江苏省崇明县第四区区公所曾设于此。1949年6月崇明解放，建立乡人民政府。1950年4月，汲浜乡分成七滧乡、汲浜乡、北兴乡。1950年11月，七滧乡、汲浜乡、北兴乡分成七滧乡、滧中乡、汲浜乡、新兴乡和北兴乡。
1957年9月，将原向化区的滧中乡、汲浜乡合并建立汲浜乡。1958年9月，成立汲浜人民公社。1959年1月至1959年6月，向化、汲浜两个公社合并建立向化人民公社。1959年6月将向化人民公社分为原向化、汲浜两个人民公社。1984年，汲浜人民公社改为汲浜乡。1995年4月，撤汲浜乡，建立并更名为中兴镇。

## 行政区划
中兴镇下辖1个居委会及12个村委会：广福居委会、七滧村村委会、爱国村村委会、红星村村委会、滧中村村委会、中兴村村委会、永南村村委会、胜利村村委会、北兴村村委会、汲浜村村委会、永隆村村委会、富圩村村委会、开港村村委会。